# Anti-Ødipus
Anti-Ødipus (fransk: L'anti-Oedipe) er en bog fra 1972 af den franske filosof Gilles Deleuze og den franske psykoterapeut Félix Guattari. Det er første bind af Kapitalisme og skizofreni; det andet er Tusind plateauer (1980).
Bogen er oversat til engelsk og norsk, men endnu ikke dansk.